# Молвено
Молвено (итал. Molveno) је насеље у Италији у округу Тренто, региону Трентино-Јужни Тирол.
Према процени из 2011. у насељу је живело 1063 становника. Насеље се налази на надморској висини од 862 м.

## Становништво
Према резултатима пописа становништва 2011. у општини је живело 1.110 становника.
| 1936. | 1951. | 1961. | 1971. | 1981. | 1991. | 2001. | 2011. |
| ----- | ----- | ----- | ----- | ----- | ----- | ----- | ----- |
| 743   | 842   | 937   | 928   | 946   | 1.018 | 1.102 | 1.110 |